# Bezzia fluminensis
Bezzia fluminensis är en tvåvingeart som beskrevs av Lane 1948. Bezzia fluminensis ingår i släktet Bezzia och familjen svidknott. Inga underarter finns listade i Catalogue of Life.